# Фриних
Фриних (грч. Φρύνιχος) је хеленски књижевник и најзнаменитији трагичар пре Есхила. Живео је крајем 6. и почетком 5. века п. н. е. Рођен је у Атини, а претпоставља се да је умро на Сицилији. Зна се да је победио са својим трагедијама у 67. олимпијади, између 511. и 508. п. н. е.

## Значај
Фриних је први увео женске ликове у трагедију тј. маске за женске ликове, јер су глумили само мушкарци. Суида тврди да је Фриних изумео трохејске тетраметре. У ствари, одломци његових трагедија су најстарији сачувани трагичарски текстови у којима је коришћен трохејски тетраметар, па су Суида и други хеленски истраживачи сматрали да их је он сам смислио.
Фриних је две своје трагедије засновао на савременим догађајима. У Заузећу Милета он говори о паду тог важног града у руке Персијанаца, а у Феничанкама слави победу удружених грчких градова у бици код Саламине. На тај начин он је искорачио из устаљене традиције да се грађа за трагедије црпи само из мита, што је касније учинио и Есхил у трагедији Персијанци. Могуће је да је Фриних утицао на Есхила да и он напише трагедију засновану на историјском догађају.
Колико је обрада савремених догађаја била новина у тадашњој трагедији сведочи и Херодот. Када је Фриних написао и приказао Заузеће Милета гледаоци су бризнули у плач, јер их је подсетио на тежак пораз и чињеницу да нису помогли Милећанима у бици против Персијанаца 495. године п. н. е. Фриних је кажњен, морао је да плати хиљаду драхми, а наређено је и да нико више не сме да приказује сличне драме.

## Питање ауторства
Суида каже да је Фриних написао девет драма, али наводи натписе само њих седам. Међу њима нема ни Заузећа Милета ни Феничанки. Он спомиње још једног Фриниха, трагичног песника. Фридрих Готлиб Велкер сматра да су оба Фриниха у ствари једна иста особа и за њим се поводе остали истраживачи. Поред тога, Хесихије наводи Фринихову трагедију Тантал коју Суида не спомиње.

## Особине Фринихових трагедија
У Аристофаново време Фриних важи за најстаријег трагичара. Сам Аристофан у својим комедијама хвали његову уметност:
```
  „Од нас је као пчела Фриних сисао плод својих амбросијских песама,
   свагда доносећи кући слатку песму“ (
Птице
)
```

```
  „Гле, Фриниха - за њега већ си чуо ти,
   сам беше леп и лепо се одевао,
   па отуда и драме беху лепе му“ (
Тесмофоријазусе
)
```

Фринихове трагедије одликује уметнички дотеран говор. Праве радње и даље нема много, јер је био само један глумац који је једино могао да разговара са хоровођом, али су зато посебно уметнички успеле хорске песме.